# Passiflora adulterina
Passiflora adulterina je biljka iz porodice Passifloraceae.  To je brzorastuća zimzelena loza koja doseže dužinu oko 50 stopa (15 metara). Ima prekrasne ružičaste i crvene cvjetove koji privlače razne ptice, pčele i leptire. Domaćin je ličinki moljca Paratrea. Kolumbijski je endem u departmanima Boyacá, Cundinamarca, Quindío.

## Sinonimi
- Odostelma adulterina (L.fil.) Raf.
- Tacsonia adulterina (L.fil.) Juss.